# دارخور (بیماری)
بیماری دارخور (انگلیسی: Leucostoma canker) درختان سیب، که با نام‌های شانکر لوکوستومایی و شانکر سیتوسپورایی نیز شناخته می‌شود، یکی از بیماری‌های مهم درختان سیب است که خسارات شدیدی به باغ‌های سیب، به‌ویژه در مناطق سردسیر و کوهپایه‌ای ایران وارد می‌کند. این بیماری می‌تواند تا ۶۰ درصد از درختان یک منطقه را آسیب برساند.
علائم اصلی بیماری شامل پیدایش شانکر روی تنه و شاخه‌های درخت است. در مراحل اولیه، پوست شاخه‌ها نرم و تیره شده و به تدریج نشست و خشکی آن‌ها افزایش می‌یابد، به‌طوری که در نهایت به شانکر تبدیل می‌شود. در مرکز شانکرها، اندام‌های تولیدمثل قارچ به صورت جوش‌های سیاه کوچک ظاهر می‌شوند. شانکرها عمدتاً در محل زخم‌ها، شکستگی‌ها، یا بخش‌هایی که در معرض شدید نور خورشید قرار دارند، بروز می‌کنند. یکی دیگر از نشانه‌های بیماری، پژمردگی سرشاخه‌ها، قهوه‌ای شدن برگ‌ها، و خشک شدن تدریجی سرشاخه‌ها از بالا به پایین است.
عامل بیماری، قارچ Leucostoma cincta است که شکل غیرجنسی آن Cytospora cincta می‌باشد. این قارچ در دسته Ascomycota قرار دارد و می‌تواند از طریق میسیلیوم، پیکنید، یا پریتس روی شانکرها و سرشاخه‌های آلوده منتقل شود. عفونت‌های اولیه معمولاً در اواخر تابستان و اوایل پاییز رخ می‌دهند، زمانی که قدرت ترمیمی درخت کاهش می‌یابد.
برای کنترل بیماری، روش‌هایی مانند تراشیدن شانکرها و بافت‌های آلوده، استفاده از خمیرهای قارچ‌کش مثل والزاواکس، و سمپاشی‌های منظم با قارچ‌کش‌های مناسب توصیه می‌شود. سمپاشی‌ها باید سه بار در طول فصل و یک بار پس از هرس پاییزه انجام شود. تاکنون رقم سیب مقاوم به این بیماری معرفی نشده است.

## فتیله نارنجی
فتیله نارنجی درختان میوه، یک بیماری قارچی مهم است که بر درختان مثمر و غیرمثمر مانند سیب تأثیر می‌گذارد. این بیماری با نام‌های شانکر والسائی و لوکوستومائی نیز شناخته می‌شود و در ایران به‌ویژه در باغ‌های سیب استان‌های اصفهان، همدان، آذربایجان شرقی و غربی، تهران، قزوین و خراسان شایع است. همچنین در اروپا و آمریکا نیز دیده می‌شود.
بارزترین علائم این بیماری شامل شانکرهای فرورفته و طولانی روی تنه و شاخه‌ها، سرخشکیدگی شاخه‌ها و ترشح صمغ در برخی میزبان‌ها است. برگ‌های درختان آلوده قهوه‌ای شده و روی شاخه‌ها جوش‌های سیاه‌رنگ ایجاد می‌شود که از آن‌ها رشته‌های ژله‌ای حاوی کنیدی قارچ خارج می‌شود. این قارچ در دو فرم جنسی و غیرجنسی ظاهر می‌شود: Leucostoma cincta در فرم جنسی و Cytospora cincta در فرم غیرجنسی. ویژگی خاص قارچ لوکوستوما، وجود لایه کنسپتاکل در استروماهای آن است.
بیماری بیشتر در پاییز، زمستان و اوایل بهار از طریق زخم‌های ناشی از هرس یا آفتاب‌سوختگی گسترش می‌یابد. قارچ عامل بیماری معمولاً گیاهان ضعیف را آلوده می‌کند. مبارزه با این بیماری شامل هرس شاخه‌های آلوده، تقویت درختان با کود و آبیاری مناسب، ایجاد باغ در مکان‌های دارای زهکشی خوب، تراشیدن و پانسمان محل‌های آلوده با قارچ‌کش، و سمپاشی پس از برداشت محصول است.